# Diriomo
Diriomo är en kommun (municipio) i Nicaragua med 30 477 invånare (2012). Den ligger i sydöstra Nicaragua i departementet Granada, vid foten av vulkanen Mombacho. Diriomo är känt för tillverkning och försäljning av godis och andra sötsaker.

## Geografi
Diriomo gränsar till kommunerna Diriá  i väster och  i norr, Granada i öster, och Nandaime i söder. Den största orten i kommunen är centralorten Diriomo med 8 598 invånare (2005).

## Historia
Diriomo är en av de många indiansamhällen som redan existerade vid tiden för spanjorernas erövring av Nicaragua, och är nämnd i landets första taxeringslängd från 1548. Diriomo fick stadsrättigheter 1979.

## Religion

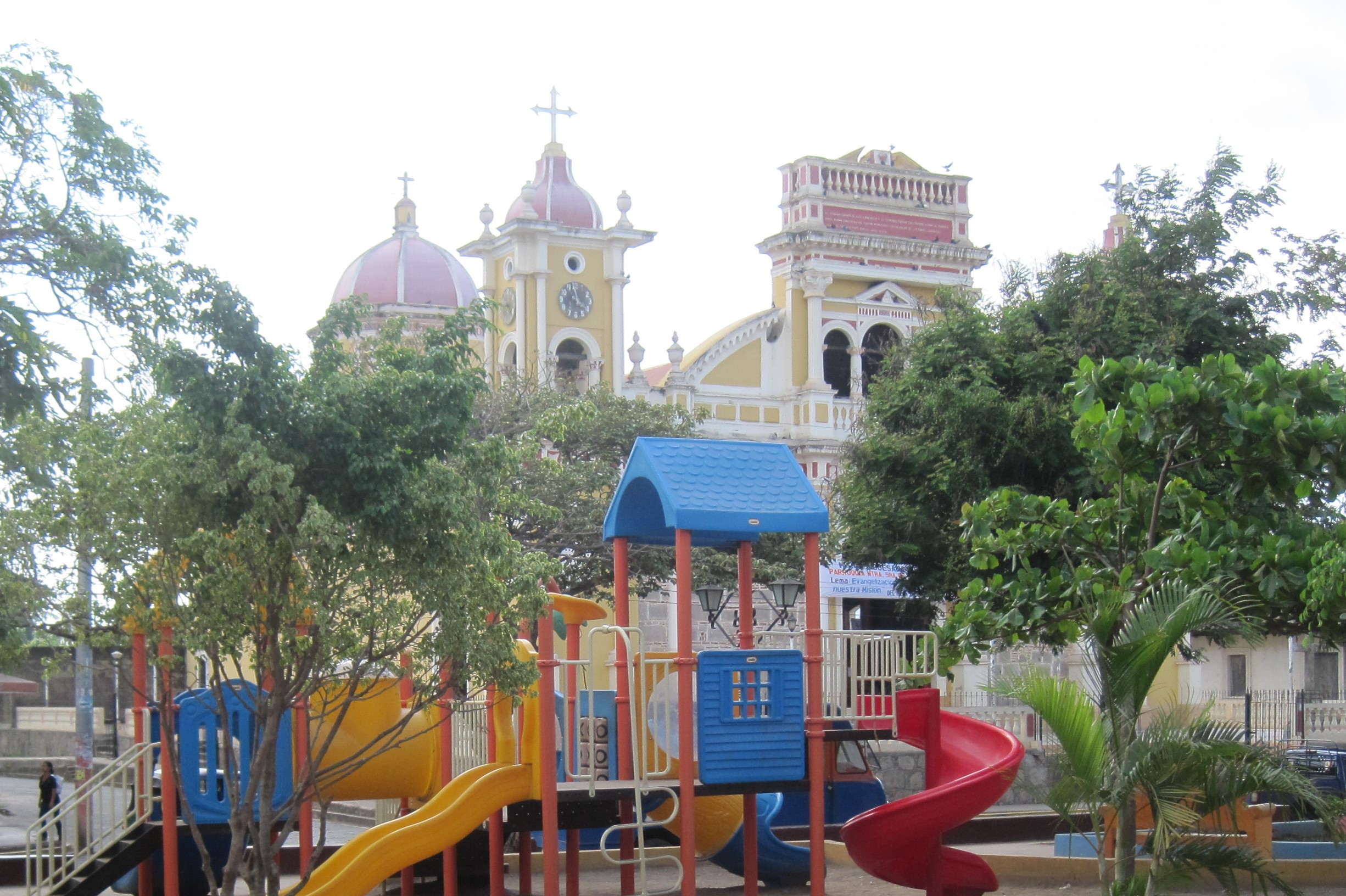
Kyrkan vid Centralparken

Diriomo har en fin kyrka vid Centralparken. Kommunen firar sin festdag den 2 februari till minne av Vår Fru av Candelaria.